# Кокозек (Саркандський район)
Кокозе́к (каз. Көкөзек) — село у складі Саркандського району Жетисуської області Казахстану. Входить до складу Амангельдинського сільського округу.
У радянські часи село називалося Совхоз Кок-Узек.
Населення — 531 особа (2021; 630 у 2009, 919 у 1999, 1938 у 1989).